# Người Đức Baltic

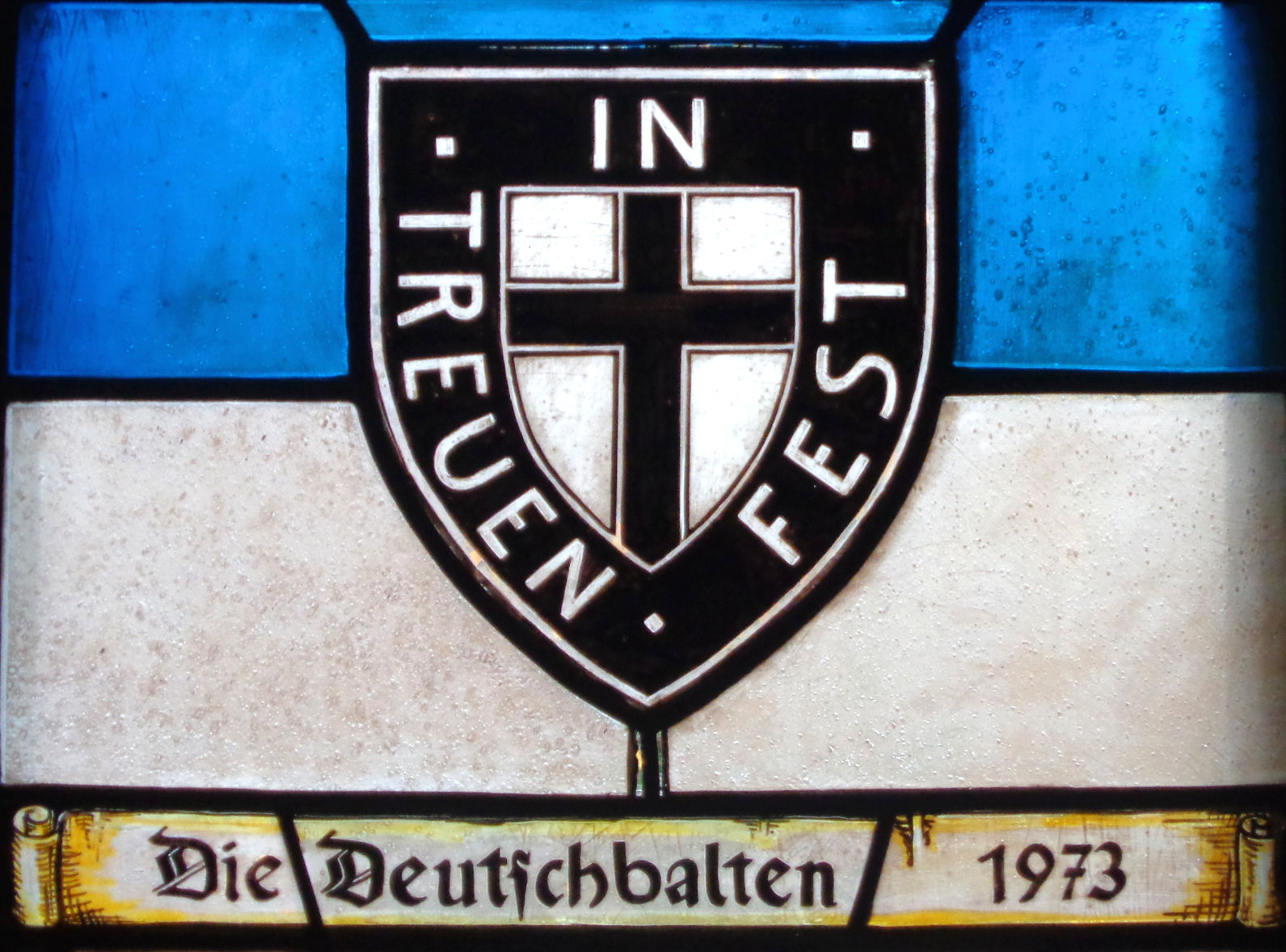
Cửa sổ kính màu của người Đức Baltic ở Nhà Brömse (Brömsehaus) tại Lüneburg, Niedersachsen

Người Đức Baltic (tiếng Đức: Deutsch-Balten hay Deutschbalten, sau này gọi là Baltendeutsche) là nhóm sắc tộc Đức cư trú ở vùng bờ phía đông biển Baltic, ngày nay là Estonia, Litva, Latvia, và tỉnh Kaliningrad của Nga.
Nửa đầu thế kỷ 20 do những biến động chính trị mà họ bị trục xuất, do chương trình tái định cư Heim ins Reich (Trở về Đại Đức) của Đức Quốc xã, và do hậu quả của Chiến tranh thế giới thứ hai, số người Đức Baltic đã giảm rõ rệt . Các nhóm con cháu lớn nhất hiện nay của người Đức Baltic hiện ở Đức và Canada. Tại Latvia và Estonia còn khoảng vài ngàn người.
Tại Đức thuật ngữ Người Đức Baltic hiện được sử dụng có tính chất lịch sử, cũng như thuật ngữ chỉ người Đức trở về Đại Đức từ các vùng lãnh thổ tách rời (exclave) trước đây, như người Đức Carpath, người Đức Sudet (Sudetenland), người Đức Silesia,... Vào thời kỳ Quốc xã họ là thành phần của Volksdeutsche, gộp chung những người sắc tộc Đức sống ở vùng ngoài nước Đức.

## Những nét lịch sử
Lịch sử người Đức Kitô giáo di cư đến vùng này từ cuối thế kỷ 12, gồm thương nhân và thập tự quân . Sau cuộc Thập tự chinh Livonia, họ nắm quyền kiểm soát chính phủ, chính trị, kinh tế, giáo dục và văn hóa của những vùng đất này, cầm quyền trong hơn 700 năm cho đến năm 1918 - thường là liên minh với các lãnh chúa Ba Lan, Thụy Điển hoặc Nga. Với sự suy giảm của tiếng Latin, tiếng Đức trở thành ngôn ngữ dùng trong các tài liệu chính thức, thương mại, giáo dục và chính phủ.
Từ năm 1710, nhiều người trong số những người này ngày càng chiếm các vị trí cao trong đời sống quân sự, chính trị và dân sự của Đế quốc Nga, đặc biệt là ở Saint Petersburg. Người Đức Baltic có quyền công dân trong Đế quốc Nga cho đến Cách mạng năm 1918. Sau đó, họ giữ quyền công dân Estonia hoặc Latvia cho đến khi các nước này sáp nhập vào Liên Xô năm 1939-1940.
Dân số Đức Baltic thường không vượt quá 10% tổng dân số . Năm 1881 có 180.000 người Đức Baltic ở các tỉnh Baltic của Nga, đến năm 1914 con số này giảm xuống 162.000 . Năm 1881, có khoảng 46.700 người Đức ở Estonia (5,3% dân số) . Theo Điều tra dân số của Đế quốc Nga năm 1897, có 120.191 người Đức ở Latvia, tương đương 6,2% dân số .